# ساندي برودي
ساندي برودي (بالإنجليزية: Sandy Brody)‏ هو مهندس أمريكي، ولد في 4 أغسطس 1967.